# باني كريستي
باني كريستي (بالإنجليزية: Bunny Christie)‏ هي مصممة أزياء تقليدية بريطانية، ولدت في 1962 في سنت أندروز في المملكة المتحدة.

## وصلات خارجية
- باني كريستي على موقع قاعدة بيانات برودواي على الإنترنت (الإنجليزية)